# Linda Lee Cadwell
Linda Lee Cadwell, z domu Emery (ur. 21 marca 1945 w Everett) – amerykańska aktorka, nauczycielka, mistrzyni sztuk walki i pisarka, żona mistrza sztuk walk, twórcy Jeet Kune Do, Bruce’a Lee.

## Życiorys
Jest z pochodzenia Szwedką. Bruce’a Lee poznała w szkole średniej (Garfield High School w Seattle), gdy ten uczęszczał na Uniwersytet Waszyngtonu (w tym samym mieście). Ostatecznie została jedną z jego uczennic kung-fu. W trakcie późniejszych studiów, także na Uniwersytecie Waszyngtonu, trenowała kung-fu.
Z Bruce’em Lee wzięła ślub 17 sierpnia 1964. Mieli dwoje dzieci: Brandona i Shannon. W 1988 (po śmierci Bruce’a Lee) wyszła za mąż za Toma Bleeckera, z którym rozwiodła się w 1990. Rok później poślubiła Bruce’a Cadwella.
W 1975 napisała książkę Bruce Lee: The Man Only I Knew (ISBN 0-446-89407-9), na podstawie której w 1993 powstał film Dragon: The Bruce Lee Story.